# 明和證券
明和證券株式会社（めいわしょうけん、英文名 Meiwa Securities Co. Ltd.）は、1922年（大正11年）の創業以来、関東圏内で個人向け証券取引事業を中心に行う独立系証券会社である。
創業者の小林光次は初代東京証券取引所理事長を務めるなど、日本の証券業界で老舗の一角を担う証券会社である。
「顧客本位、明朗親和、堅実経営」を経営信条としており、株式市場でのインターネット取引を敢えて行わず、地域に根ざした対面コンサルティング営業を追求している。
2011年（平成23年）7月4日にのぞみ証券株式会社より本店営業部門・玉川支店ならびに大塚支店計3店舗の事業譲渡を受け、個人対面営業を中心とした営業基盤の拡充を図っている。

## 取扱い商品とサービス
- 国内上場株式
- 各種投資信託
- 外国債券
- 各種保険
- 中国株
- その他

## 沿革
- 1921年（大正10年）3月3日 - 小林 光次が塩 松三との共同経営で合資会社 角和商会を開業。
- 1922年（大正11年）8月15日 - 東京株式取引所に実物取引員の免許を受け、取引所取引員となる。
- 1944年（昭和19年）4月8日 - 角和商会、山田平次郎商店ならびに久保田幸三郎商店による三社合併により明和證券として設立　小林 光次が取締役社長に就任。
- 1949年（昭和24年）4月1日 - GHQマッカーサー元帥による取引所再開許可を受けて、小林 光次が初代東京証券取引所理事長就任　明和證券社長を退任。
- 2011年（平成23年）7月4日 - のぞみ証券株式会社より本店営業部門・玉川支店ならびに大塚支店計3店舗を譲受ける。

## 事業所
店舗数は6店舗（本支店）である。
- 本社（東京都中央区八丁堀2-21-6）
- 川越支店（埼玉県川越市脇田町32-3）
- 小山支店（栃木県小山市城山町3-1-6）
- 古河支店（茨城県古河市中央町1-4-3 ）
- 玉川支店（東京都世田谷区玉川2-24-6 ）
- 大塚支店（東京都豊島区南大塚3-34-13 ）